# Map of the Soul On:E
Map of the Soul On:E (abbreviazione di "Online Edition") è un concerto del gruppo musicale sudcoreano BTS, tenutosi in diretta streaming il 10 e l'11 ottobre 2020. Utilizzato a supporto della dilogia Map of the Soul, composta dall'EP Map of the Soul: Persona e dall'album Map of the Soul: 7, è stato un successo di critica e pubblico, con quasi un milione di spettatori.

## Storia
Dopo aver cancellato il tour mondiale a causa della pandemia di COVID-19, il 14 giugno 2020 i BTS hanno trasmesso in diretta streaming il concerto Bang Bang Con: The Live, in collaborazione con lo studio di produzione Kiswe Mobile, che ha raggiunto 756.000 spettatori paganti in 107 Paesi ed è diventato il più grande concerto online di sempre. Il 12 giugno la band ha annunciato che avrebbe lavorato di nuovo con Kiswe per un altro concerto live, intitolato Map of the Soul On:E, che si sarebbe tenuto il 10 e l'11 ottobre 2020 sia online che offline, con un pubblico limitato sul posto in conformità ai regolamenti sul distanziamento sociale stabiliti dal governo sudcoreano. Il 25 settembre il concerto è stato trasformato in un evento esclusivamente online a causa del peggioramento dell'emergenza sanitaria in Corea. Entrambi gli spettacoli sono stati trasmessi anche in differita il giorno successivo.
I concerti sono durati 160 minuti, con una scaletta composta da 23 canzoni tra esibizioni di gruppo e soliste di brani sia vecchi, sia recenti, e si sono svolti su quattro palchi allestiti all'Olympic Gymnastics Arena di Seul. Trasmessi con una qualità video fino a 4K, hanno offerto sei angoli di ripresa differenti tra cui gli spettatori hanno potuto scegliere, e hanno fatto uso sia di realtà aumentata che di realtà estesa. Durante le performance di Intro: Persona e My Time sono state proiettate delle repliche dei cantanti in computer grafica, mentre dei laser verdi hanno formato un ring nel corso di Ugh!, e grazie alla realtà estesa il palco è stato sospeso nello spazio e trasformato in un ascensore per, rispettivamente, DNA e Dope. L'esibizione di Inner Child ha coinvolto anche il pubblico, che ha cantato l'ultima parte attraverso gli schermi montati sugli spalti.
Dopo il concerto è stata aperta una mostra virtuale 3D di cimeli del gruppo, che è durata dal 13 ottobre al 12 novembre.

## Scaletta
1. On
2. N.O
3. We Are Bulletproof Pt. 2
4. Intro: Persona
5. Boy in Luv
6. Dionysus
7. Interlude: Shadow
8. Black Swan
9. Ugh!
10. 00:00 (Zero O' Clock)
11. My Time
12. Filter
13. Moon
14. Inner Child
15. Outro: Ego
16. Boy with Luv
17. DNA
18. Dope
19. No More Dream

Encore
1. Butterfly[n 1] / Spring Day[n 2]
2. Run[n 1] / Idol[n 2]
3. Dynamite
4. We are Bulletproof: the Eternal

1. 1 2  Presente solo nella scaletta del 10 ottobre.
2. 1 2  Presente solo nella scaletta dell'11 ottobre.

## Accoglienza
| Recensione | Giudizio |
| ---------- | -------- |
| The 405    |          |

Map of the Soul On:E è stato visto complessivamente da 993.000 spettatori in 191 Paesi, generando un incasso di oltre 50 miliardi di won.
L'evento è stato recensito positivamente dalla stampa per la "composizione solida, la produzione delicata e la progettazione innovativa", e indicato come la "miglior performance della crescita settennale dei BTS", con Lee Da-gyeom del Maeil Business Newspaper che ha definito le esibizioni, sia collettive che soliste, "impeccabili". Su Teen Vogue, P. Claire Dodson ha commentato che il gruppo aveva reso On:E "non meno epico per via del suo status online – gli show live sono sembrati enormi, intensamente dettagliati e fantasiosi", e ha elogiato in particolare Black Swan e il numero di danza contemporanea eseguito da Jimin al termine del pezzo. Le stesse opinioni sono state condivise anche da Ashley Cruz per Press One. Scrivendo per The 405, Rhian Daly ha lodato la produzione e gli attrezzi scenici per aver "elevato le cose oltre le esibizioni standard in studio" portandole "a nuove altezze sbalorditive", complimentando anche i ballerini di backup e concludendo che "la vita potrebbe non essere facile in questo momento ma, se ci incontriamo ancora e oltre, i BTS rimangono una costante – come confidenti, una stampella e una fonte di conforto". Lee Min-ji della Yonhap News Agency ha sottolineato gli aspetti tecnologici e ha ritenuto che il "vero fascino" del primo giorno sia stato il momento, verso la fine del concerto, in cui il gruppo, mentre cantava Butterfly, ha interagito con il muro di schermi che proiettavano i visi dei fan sintonizzati. Choi Ji-won del Korea Herald ha concordato che il contatto visivo con gli spettatori avesse "completato" lo show, e ha indicato la première di Filter, il pezzo solista di Jimin, come momento clou. Yoon So-yeon del Korea JoongAng Daily ha scritto che On:E aveva "mostrato come un concerto online potesse intrattenere gli spettatori in modi diversi da un concerto sul posto" e ha complimentato la qualità della tecnologia digitale, ma soprattutto le performance che non ne hanno fatto uso e hanno invece sfruttato la visuale ridotta offerta dalla telecamera per creare delle illusioni ottiche, come in Interlude: Shadow di Suga, che ha descritto come "la perfetta trinità di arte, musica e tecnologia digitale realizzata al suo meglio".

## Riconoscimenti
- Japan Gold Disc Award[18]
  - 2022 – Video musicale dell'anno
- Webby Award[19][20]
  - 2021 – Virtual & Remote - Music
  - 2021 – People's Voice Virtual & Remote - Music